# Искусство речи на суде
Иску́сство ре́чи на суде́ — книга известного русского юриста Петра Пороховщикова (под псевдонимом П. Сергеич), которая содержит исследование условий и методов судебного красноречия. Впервые книга была издана в Санкт-Петербурге в 1910 году, после чего выдержала несколько переизданий. В 2007 году вышла аудиокнига.

## Издания
- Искусство речи на суде. — СПб.: Сенатск. типогр., 1910.
- Искусство речи на суде. — М.: Госюриздат, 1960. — 372 с. — 25000 экз.
- Искусство речи на суде. — М.: Юрид. лит-ра, 1988. — 380 с. — 100000 экз. — ISBN 5-7260-0025-0[3]
- Искусство речи на суде. — Тула: Автограф, 1999. — 320 с. — 10000 экз. — ISBN 5-89-201-010-4